# کیستون ایر سرویس
کیستون ایر سرویس (به انگلیسی: Keystone Air Service) یک شرکت هواپیمایی است که در ۱۹۸۵ میلادی تأسیس شده‌است. دفتر مرکزی کیستون ایر سرویس در وینیپگ واقع شده‌است و به آسیای مرکزی، پرواز انجام می‌دهد.